# 爪哇鷹鵰
爪哇鷹鵰是一種中型的鷹科猛禽，長61厘米。它們有長的冠，頭部及頸部呈紅褐色，下身有很密的黑色斑紋。冠是黑色的，冠端呈白色。雄鳥及雌鳥很相似。雛鳥較為沉色，下身沒有斑紋。
爪哇鷹鵰是印尼的特有種，分佈在爪哇的熱帶森林。它們原先被分類在鷹鵰屬中，但由於屬內物種的羽毛差異，它們一直要到1953年才被確認是一個物種。
爪哇鷹鵰是最稀有的猛禽之一。估計它們是一夫一妻制的。鳥巢會築在樹頂。雌鳥每次會生一顆鳥蛋。它們主要吃鳥類、蜥蜴、狐蝠科及哺乳動物。
爪哇鷹鵰是印尼的國鳥，在國內有時被稱為印度教及佛教的迦樓羅神秘生物。
由於持續失去棲息地、群落細小、有限的分佈地及在某些地區被獵殺，爪哇鷹鵰被世界自然保護聯盟評為瀕危。它們也被列為《瀕危野生動植物種國際貿易公約》附錄二所保護的物種。

## 外部連結
- BirdLife Species Factsheet （页面存档备份，存于）